# Seznam vlajek britských guvernérů
Seznam vlajek britských guvernérů představuje přehled všech vlajek guvernérů Spojeného království. Vlajky guvernérů nemají vlastní články, více informací (např. historie vlajek guvernérů) může být v článcích o vlajkách území. Nejsou zde také uvedeny různé historické změny těchto vlajek, pouze aktuální nebo historicky poslední vlajky územních útvarů.
Výkonná moc Britských korunních závislých území (3) a Zámořských území Spojeného království (14) je svěřena britskému panovníkovi a je vykonávána guvernéry, kteří jsou představiteli těchto území. Guvernéři užívají (nebo užívali) vlajky jednotného stylu, které jsou (nebo byly) tvořeny britskou vlajkou o poměru stran 1:2, s bílým kruhovým polem uprostřed, lemovaným zelenou girlandou,ve kterém je znak území.
Dalšími guvernéry, formálními zástupci britského panovníka v zemi, jsou generální guvernéři zemí Commonwealthu (14). Vlajky generálních guvernérů jsou většinou tvořeny modrým listem o poměru stran 1:2 s emblémem britského zlatého korunovaného lva, stojícím nad britskou korunou. Pod ní je žlutá stuha s modrým nápisem s názvem státu nebo člena Commonwealthu.

## Vlajky guvernérů korunních závislých území
Tato území patří britskému panovníkovi a nejsou považována za součást Spojeného království.
| Umístění | Vlajka guvernéra | Poměr stran | Vlajka Územní celek Článek o vlajce území               |
| -------- | ---------------- | ----------- | ------------------------------------------------------- |
|          |                  | 1:2         | Vlajka guernseyského guvernéra Guernsey Vlajka Guernsey |
|          |                  | 1:2         | Vlajka jerseyského guvernéra Jersey Vlajka Jersey       |
|          |                  | 1:2         | Vlajka manského guvernéra Ostrov Man Vlajka Ostrova Man |

## Vlajky guvernérů zámořských území
Britské antarktické území a Jižní Georgie a Jižní Sandwichovy ostrovy nemají guvernéra ale komisaře. Ti ale užívají vlastní vlajku, ve stylu britských guvernérů.
| Umístění | Vlajka guvernéra | Poměr stran | Vlajka Územní celek Článek o vlajce území |
| -------- | ---------------- | ----------- | --- |
|          |                  | 1:2         | Vlajka anguillského guvernéra Anguilla Anguillská vlajka |
|          |                  | 1:2         | Vlajka bermudského guvernéra Bermudy Bermudská vlajka |
|          |                  | 1:2         | Vlajka komisaře Britského antarktického území Britské antarktické území Vlajka Britského antarktického území                                                                    |
|          |                  | 1:2         | Vlajka guvernéra Britských Panenských ostrovů Britské Panenské ostrovy Vlajka Britských Panenských ostrovů                                                                      |
|          |                  | 1:2         | Vlajka falklandského guvernéra Falklandy Falklandská vlajka |
|          |                  | 1:2         | Vlajka gibraltarského guvernéra Gibraltar Gibraltarská vlajka |
|          |                  | 1:2         | Vlajka komisaře Jižní Georgie a Jižních Sandwichových ostrovů Jižní Georgie a Jižní Sandwichovy ostrovy Vlajka Jižní Georgie a Jižních Sandwichových ostrovů                    |
|          |                  | 1:2         | Vlajka guvernéra Kajmanských ostrovů Kajmanské ostrovy Vlajka Kajmanských ostrovů                                                                                               |
|          |                  | 1:2         | Vlajka montserratského guvernéra Montserrat Vlajka Montserratu |
|          |                  | 1:2         | Vlajka pitcairnského guvernéra Pitcairnovy ostrovy Vlajka Pitcairnových ostrovů                                                                                                 |
|          |                  | 1:2         | Vlajka guvernéra Svaté Heleny (nejasná platnost, zřejmě guvernéra všech ostrovů) Svatá Helena, Ascension a Tristan da Cunha Vlajka Svaté Heleny, Ascensionu a Tristanu da Cunha |
|          |                  | 1:2         | Vlajka guvernéra Turks a Caicos Turks a Caicos Vlajka Turks a Caicos |

### Zámořská území bez guvernérské vlajky
Představitelé některých zámořských území Spojeného království nemají vlastní vlajku:
- Představitelem vojenských základen Akrotiri a Dekelia je velitel britských sil na Kypru, užívajících pouze emblém Britských ozbrojených sil (anglicky British Armed Forces).

- Představitelem Britského indickooceánského území je komisař užívající pouze znak (nebo pouze štít) území.

| Umístění | Symbol představitele území | Symbol Územní celek Článek o vlajce území |
| -------- | -------------------------- | --- |
|          |                            | Emblém Britských ozbrojených sil užívaný v zámořském území Spojeného království Akrotiri a Dekelia Akrotiri a Dekelia Suverénní vojenské základny na Kypru užívají britskou vlajku |
|          |                            | Štít znaku Britského indickooceánského území Britské indickooceánské území Vlajka Britského indickooceánského území                                                                |

### Vlajky guvernérů bývalých zámořských území
Seznam není kompletní, obsahuje pouze nedávné členy.
| Umístění | Vlajka bývalého guvernéra | Poměr stran | Vlajka Stát Článek o vlajce                                               |
| -------- | ------------------------- | ----------- | ------------------------------------------------------------------------- |
|          |                           | 1:2         | Vlajka hongkongského guvernéra (do roku 1997) Hongkong Hongkongská vlajka |

## Vlajky generálních guvernérů
Britský generální guvernér je formálním zástupcem britského panovníka v některých zemích Commonwealthu. Funkce byla nejprve vytvořena v souvislosti s reformou britské koloniální správy na začátku 20. století, v rámci které se z Kanady a Austrálie staly dominia. Dnes má britská Koruna celkem 14 generálních guvernérů.
| Umístění | Vlajka generálního guvernéra | Vlajka Stát Článek o vlajce                                                                                                  | Poměr stran Text na stuze                  |
| -------- | ---------------------------- | --- | ------------------------------------------ |
|          |                              | Vlajka generálního guvernéra Antiguy a Barbudy Antigua a Barbuda Vlajka Antiguy a Barbudy Zobrazena poslední varianta vlajky | 1:2 ANTIGUA AND BARBUDA                    |
|          |                              | Vlajka australského generálního guvernéra Austrálie Australská vlajka Zobrazena poslední varianta vlajky                     | 1:2 COMMONWEALTH OF AUSTRALIA              |
|          |                              | Vlajka bahamského generálního guvernéra Bahamy Bahamská vlajka                                                               | 1:2 COMMONWEALTH OF THE BAHAMAS            |
|          |                              | Vlajka belizského generálního guvernéra Belize Belizská vlajka                                                               | 1:2 BELIZE                                 |
|          |                              | Vlajka grenadského generálního guvernéra Grenada Grenadská vlajka                                                            | 1:2 GRENADA                                |
|          |                              | Vlajka jamajského generálního guvernéra Jamajka Jamajská vlajka                                                              | 1:2 JAMAICA                                |
|          |                              | Vlajka kanadského generálního guvernéra Kanada Kanadská vlajka Zobrazena poslední varianta vlajky                            | 1:2                                        |
|          |                              | Vlajka novozélandského generálního guvernéra Nový Zéland Novozélandská vlajka Zobrazena poslední varianta vlajky             | 1:2                                        |
|          |                              | Vlajka generálního guvernéra Papuy Nové Guineje Papua Nová Guinea Vlajka Papuy Nové Guineje                                  | 1:2 PAPUA NEW GUINEA                       |
|          |                              | Vlajka generálního guvernéra Šalomounových ostrovů Šalomounovy ostrovy Vlajka Šalomounových ostrovů                          | 1:2 SOLOMON ISLANDS                        |
|          |                              | Vlajka generálního guvernéra Svatého Kryštofa a Nevisu Svatý Kryštof a Nevis Vlajka Svatého Kryštofa a Nevisu                | 1:2 COUNTRY ABOVE SELF česky Země nad námi |
|          |                              | Vlajka svatolucijského generálního guvernéra Svatá Lucie Vlajka Svaté Lucie                                                  | 1:2 SAINT LUCIA                            |
|          |                              | Vlajka generálního guvernéra Svatého Vincence a Grenadin Svatý Vincenc a Grenadiny Vlajka Svatého Vincence a Grenadin        | 1:2 ST VINCENT AND THE GRENADINES          |
|          |                              | Vlajka tuvalského generálního guvernéra Tuvalu Vlajka Tuvalu                                                                 | 1:2 TUVALU                                 |

### Vlajky bývalých generálních guvernérů
Seznam není kompletní, obsahuje pouze nedávné členy. Seřazeno sestupně od vzniku republiky.
| Umístění | Vlajka bývalého generálního guvernéra | Vlajka Stát Článek o vlajce | Poměr stran Text na stuze                        |
| -------- | ------------------------------------- | --- | ------------------------------------------------ |
|          |                                       | Vlajka barbadoského generálního guvernéra (do roku 2021) Barbados Barbadoská vlajka                                                                                        | 1:2 BARBADOS                                     |
|          |                                       | Vlajka generálního mauricijského guvernéra (do roku 1992) Mauricius Vlajka Mauricia                                                                                        | 1:2 MAURITIUS                                    |
|          |                                       | Vlajka fidžijského generálního guvernéra (do roku 1987)[ujasnit] Podivné, v roce 1970 se Fidži stalo republikou Fidži Fidžijská vlajka                                     | 11:15 FIJI                                       |
|          |                                       | Vlajka generálního guvernéra Trinidadu a Tobaga (do roku 1976) Trinidad a Tobago Vlajka Trinidadu a Tobaga                                                                 | 1:2 TRINIDAD AND TOBAGO                          |
|          |                                       | Vlajka maltského generálního guvernéra (do roku 1974) Malta Barbadoská vlajka                                                                                              | 1:2 Malta                                        |
|          |                                       | Vlajka sierraleonského generálního guvernéra (do roku 1971) Sierra Leone Vlajka Sierry Leone                                                                               | 1:2 SIERRA LEONE                                 |
|          |                                       | Vlajka generálního guvernéra Jihoafrické unie (do roku 1961) Jihoafrická unie (dnes Jihoafrická republika) Vlajka Jihoafrické republiky Zobrazena poslední varianta vlajky | 1:2 UNION OF SOUTH AFRICA / UNIE VAN SUID-AFRIKA |